# Johnny Farfán
Julio Antonio Gárate Farfán (Lima, 17 de enero de 1943-Lima, 1 de abril de 2024), conocido por su nombre artístico Johnny Farfán, fue un cantante y compositor peruano, que se ha desempeñado en el bolero, consolidándose su carrera artística durante los años 1960 y 1970. Fue conocido como «la Voz Elegante del Bolero».

## Biografía

### Primeros años y trayectoria
Nació el 17 de enero de 1943 en Lima, bajo el nombre completo de Julio Antonio Gárate Farfán. Desde temprana edad mostró su interés por la música. A los dieciséis años, comenzaría a trabajar en el área administrativa de la disquera Discos Smith, donde el promotor de la disquera lo descubriria, llegando a grabar un disco con un grupo musical argentino. En el año 1959, firmaría su primer contrato con la disquera, comenzando así su carrera artística. En los años 1970 se graduó como contador público.
Farfán emprendió una carrera artística teniendo dos etapas: la primera en los años 1960 y comienzos de los 1970; y la segunda en los años 1980 hasta el 2024.[cita requerida] El género musical que practicó fue el bolero y fue uno de los tres pioneros o fundadores en el Perú junto a Lucho Barrios y Pedro Otiniano.[cita requerida] Alternó con cantantes extranjeros como Julio Jaramillo. Compartió escenario con cantantes como Anamelba, Gaby Zeballos, Iván Cruz, Guiller, Ramón Avilés, entre otros.[cita requerida]
Luego de lanzar diferentes vinilos de 45 RPM, Johnny lanzó su primer álbum de estudio bajo el nombre de Añorándote en 1963, manteniéndose en el género musical mencionado, en el cual le ha permitido realizar giras internacionales.[cita requerida] Los guitarristas que lo acompañaron en su primera etapa fueron los reconocidos, Chalo Reyes y Cato Caballero, quienes acompañaron también a Barrios y Otiniano.[cita requerida] En su segunda etapa trabajó con el grupo musical de Marino Valencia.[cita requerida]
Durante su trayectoria musical, popularizó como intérprete los temas «Brujerías», «Señor abogado», «El oro de tu pelo», «Ñatita», «Mi niña de ayer», «Humor y licor», «La revancha», «Se llama María», entre tantos otros.
Años después, fue condecorado por el Congreso de la República en el año 2016, en homenaje a su carrera artística.

### Últimos años y fallecimiento
Johnny fue diagnosticado con piomucocele frontal en el año 2013, por lo cual sus amigos artistas organizaron una presentación en apoyo a su delicada salud, en el Centro de Convenciones Maracaná, ubicado en el distrito de Jesús María, donde se presentaron figuras artísticas del medio local como los cómicos Román Gámez, Manolo Rojas, Miguel Barraza y el Gordo Casaretto; los cantantes Guiller y Ramón Avilés; y el grupo musical Los Guaracheros del Perú. Estuvo internado en Instituto Nacional de Ciencias Neurológicas y el Hospital Nacional Dos de Mayo, por un lapso de seis meses para controlarle la infección. Según se afirman, una persona quiso cobrar para esta presentación.
Durante sus últimos años de vida, continuó con su carrera musical presentándose en eventos en privado y grabó algunas canciones.
En marzo de 2024 fue internado en el Hospital Nacional Dos de Mayo, donde permaneció en unidad de cuidados intensivos hasta fallecer la noche del 1 de abril de ese año, debido a sus complicaciones médicas, teniendo la edad de ochenta y un años. La noticia de su deceso fue confirmada por la familia en un comunicado de la página oficial de Facebook del artista. Tras su muerte, la Asociación Peruana de Autores y Compositores mostró las condolencias para la familia Gárate Farfán por lo sucedido. Sus restos fueron velados en el Salón Nazca del Ministerio de Cultura del Perú hasta su entierro en privado.

## Discografía

### Álbumes en estudio
- 1963: Añorándote
- 1980: La Voz Elegante del Bolero
- 1982: Gotitas de miel
- 1990: Johnny Farfán con las guitarras de Pancho Acosta
- 2005: Boleros cheleros – La Voz Elegante del Bolero
- 2022: Una guitarra, dos ídolos
- 2022: La Voz Elegante del Bolero

## Reconocimientos
- Reconocimiento de honor por parte del Congreso de la República del Perú (2016)[2]